# 碘酸镓
碘酸镓是一种无机化合物，化学式为Ga(IO3)3，它可由镓和高碘酸在水溶液中于180 °C反应制得；或氧化镓和高碘酸在硝酸存在下于170 °C反应得到。它的晶体以P63空间群结晶，分子中稍微扭曲的GaO6八面体通过IO3−的碘连接。

## 拓展阅读
- Ivanov-Emin, B. N.; Rybina, V. I.; Zaitsev, B. E.; Ustyuzhenskaya, T. V.; Kaziev, G. Z. Study of aluminum and gallium subgroup element iodates. Koordinatsionnaya Khimiya, 1979. 5 (4): 515-519. ISSN 0132-344X.